# Saleh Kebzabo
Saleh Kebzabo (ur. 27 marca 1947 w Léré) – czadyjski polityk i dziennikarz, kilkukrotny minister, od 12 października 2022 roku do 1 stycznia 2024 tymczasowy premier Czadu.

## Życiorys
Urodził się 27 marca 1947 roku w Léré w południowym Czadzie, studiował w Kamerunie. Został zmuszony do opuszczenia Kamerunu przez Paula Biya, za jego powiązania z wcześniejszym prezydentem. Bez powodzenia startował w wyborach prezydenckich w 1996 (zajął trzecie miejsce z 8% poparcia), 2001 (7% głosów), 2006 i 2011 roku. W swojej karierze politycznej był kilkukrotnie ministrem. Był uznawany za największego przeciwnika prezydenta Idrissa Déby. 12 października 2022 roku został wybrany na tymczasowego premiera Czadu. Przestał być premierem 1 stycznia 2024 roku, po wcześniejszym poddaniu się do dymisji.